# 小林英樹
小林 英樹（こばやし ひでき、1976年9月7日 - ）は、日本のドラマティーチャー/ティーチングアーティスト。長野県飯田市出身。元中学教師。

## 略歴
大学時代の1999年劇団ひまわりのオーディションに合格、舞台俳優と同時に教職に就く。2011年3月 教師を辞職。

## 出演

### 映画
- 愛と誠 (2012年)[要出典]
- いつくしみふかき - 義孝役／方言指導[要出典]
- クオリア（2023年）[1]

### ドラマ
2011年
- 松本清張特別企画 聞かなかった場所（テレビ東京系）[要出典]
- 金曜プレステージ 医療捜査官財前一二三 2（フジテレビ系）[要出典]

2012年
- パナソニックドラマシアター 浪花少年探偵団(TBS系)[要出典]

2017年
- 「ヘヤチョウ」EX[要出典]

2020年
- 沁みる夜汽車 (NHK BS1) - 夫役[要出典]